# Oost-Indisch Huis (Hoorn)
Het Oost-Indisch Huis aan de Muntstraat in het Noord-Hollandse Hoorn, werd in de jaren 1660 gebouwd als kantoorpand voor de VOC-Kamer van Hoorn. Na de opheffing van de Verenigde Oostindische Compagnie werd het pand ook gebruikt als school, politiebureau en ateliergebouw voor kunstenaars.

## Geschiedenis

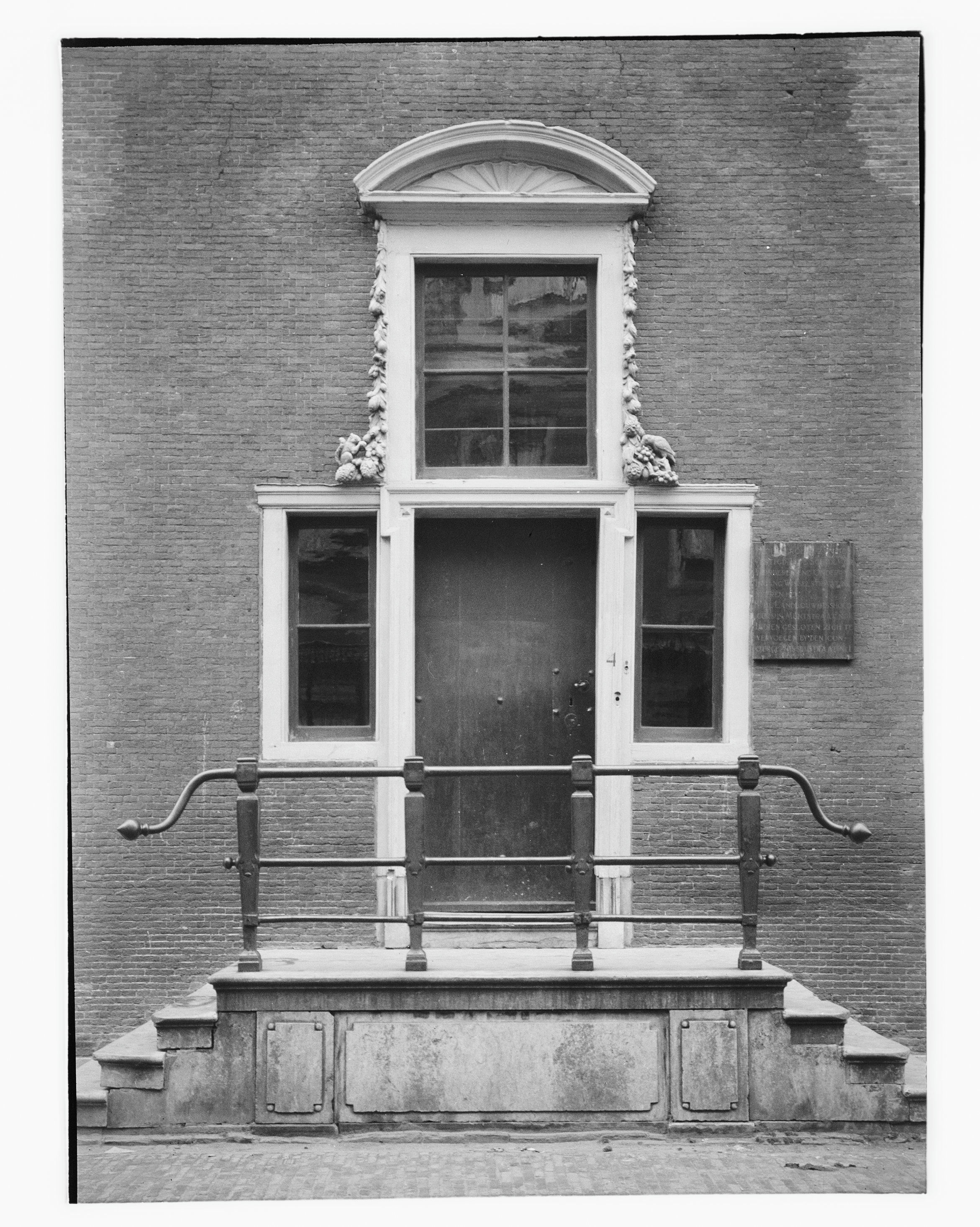
De hoofdingang met omlijsting en twee zijlichten in 1930.

Het pand werd in het derde kwart van de 17e eeuw gebouwd voor de kamer van de Hoornse VOC. Het staat op de plek waar eerder het Geertensklooster stond. De zuidelijke gevelwand van de Muntstraat werd gevormd door het Geertensklooster, een deel van de noordelijke wand was van het Mariaklooster, terwijl de straat zelf over het terrein van het Catharinaklooster loopt. In 1868 nam de Hogere Burgerschool intrek in het pand. Het werd in 1902 tegen de westelijke zijgevel uitgebouwd ten behoeve van de Burger Avondschool. Dit gebouw van twee verdiepingen met plat dak werd ontworpen door Joh. van Reijendam en zou dienst gaan doen als Burgeravondschool. Het bouwwerk is in neorenaissancestijl ontworpen en kent geen toegangsdeur, omdat het schoolgebouw via het VOC-gebouw, toen Hogere Burgerschool, toegankelijk was. Voordat de bouw in april 1902 kon beginnen, moest eerst het pand Munstraat 2 gesloopt worden. De bouw moest in september al klaar zijn, voor het begin van het nieuwe schooljaar. Op de begane grond bevond zich na de bouw een lijntekenlokaal op de begane grond en daarachter de kamer van de directeur, toen nog Van Reijendam zelf. Het lokaal op de verdieping deed dienst als handtekenlokaal, hier leerden de leerlingen uit vrije hand te tekenen. De twee scholen bleven samen in het complex tot 1911, dat jaar verhuisden zij samen naar het nieuw gebouwde pand aan de Johan Messchaertstraat 5.
De gemeente Hoorn stond in 1950 te boek als de officiële eigenaar, nadat deze het pand heeft aangekocht voor ƒ 3.637. Daarvoor was de Staat der Nederlanden eigenaar, omdat het nog een Rijks HBS was. Het complex werd in 1957 verbouwd tot politiebureau, met op de benedenverdieping de afdelingen Huisvesting en Personeelszaken van de Gemeente Hoorn. In 1956 werd het hoofdgebouw gerestaureerd, hierbij werden ook de luiken aan de voorgevel teruggebracht, naar voorbeeld van een tekening van Cornelis Pronk. Het complex, inclusief het deel van Van Reijendam, werd op 16 november 1965 aangewezen als rijksmonument. Twaalf jaar later werd het complex gerestaureerd, waarbij het politiebureau uitgebreid werd en het hele pand in gebruik nam. Op de begane grond kwam ook een ruimte voor mensen die wel vastgezet, maar niet in een cel geplaatst konden worden. Naast de politie kwam ook de Vreemdelingendienst in het pand. Het poortje van de VOC bleef behouden. Omdat verhuizing binnen enkele jaren verwacht werd, tekeningen voor een nieuw bureau waren in 1977 al gereed, werd de renovatie sober gehouden. In 1980 verliet het politiebureau het pand, om de intrek in het nieuwbouwpand aan de Nieuwe Steen te nemen. Nog dat jaar werd er gekeken of de benedenverdieping tijdelijk in gebruik genomen kon worden door kinderdagverblijf De Bazzeroet. Voor hen zou het, onder andere vanwege de parkeerproblemen in de Muntstraat, een noodoplossing zijn. Het kinderdagverblijf gaf in een interview aan het huis-aan-huisblad Hoorn op zondag aan dat de huisvesting in het pand, anno 1982, niet aan de eisen van de tijd voldeed. Zo waren er onder andere te weinig vluchtwegen en waren ook de hygiëne niet voldoende. Daarbij kwam ook dat jongeren dat jaar de bovenruimte gekraakt hebben en voor overlast begonnen te zorgen. Op 4 november werd er ook hard drugs aangetroffen door de gemeentepolitie. Na een politie-inval vanwege signalen dat er in drugs gedeald werd, kwam er goed contact tussen politie en de leiding van het inmiddels naar Revolution omgedoopte jongerencentrum. Ook was de locatie van de door Josura georganiseerde bijeenkomsten vanuit de gemeente inmiddels officieel erkend en werd het ook gesubsidieerd. Deze zelfde ruimte werd echter ook al gehuurd door Sticumasa, een belangenvereniging voor mensen van Surinaamse en Antilliaanse afkomst. Deze vereniging ervoer ook veel overlast van de jongeren en verliet in december 1983 het pand, omdat zij als enige de volle rekening moest betalen voor de gehuurde ruimte, die zij eigenlijk alleen zou huren en niet zou delen. Daarbij kwamen ook vier inbraken en hebben de deelnemers aan praatgroepen intimidatie ervaren.
Bazzeroet verliet in april 1983 het pand, waarna het gedeeltelijk leeg kwam te staan. Na enige tijd werd het pand gekraakt en trok een groep kunstenaars er in om het te gebruiken als atelier- en leefruimte. In 1983 spande de gemeente een rechtszaak aan om de krakers geruimd te krijgen. De rechter besliste dat de krakers uit het pand moesten, zodra er voor hen vervangende woonruimte gevonden was. De gemeente vormde plannen om welzijnsinstellingen in het pand te huisvesten. In 1985 werd het pand echter verbouwd om de kunstenaars huisvesting te bieden. Deze verbouwing vond plaats met behulp van subsidie van het Ministerie van Sociale Zaken en Werkgelegenheid, omdat een deel van de bouwvakkers langdurig werkloos was. Bij deze verbouwing werden er in totaal 17 ateliers met woonruimte gecreëerd. Sindsdien is het pand officieel verhuurd via Intermaris aan kunstenaars met bewijs dat zij kunstenaar zijn. Zij wonen en werken in het pand.
Naast de eerder genoemde huurders, zat ook schietvereniging De Vrijheid in het pand. In 1984-85 hadden ook zij onenigheid met de gemeente over de huur. De twee partijen stonden in 1985 zelfs tegenover elkaar tijdens een rechtszaak.

## Exterieur

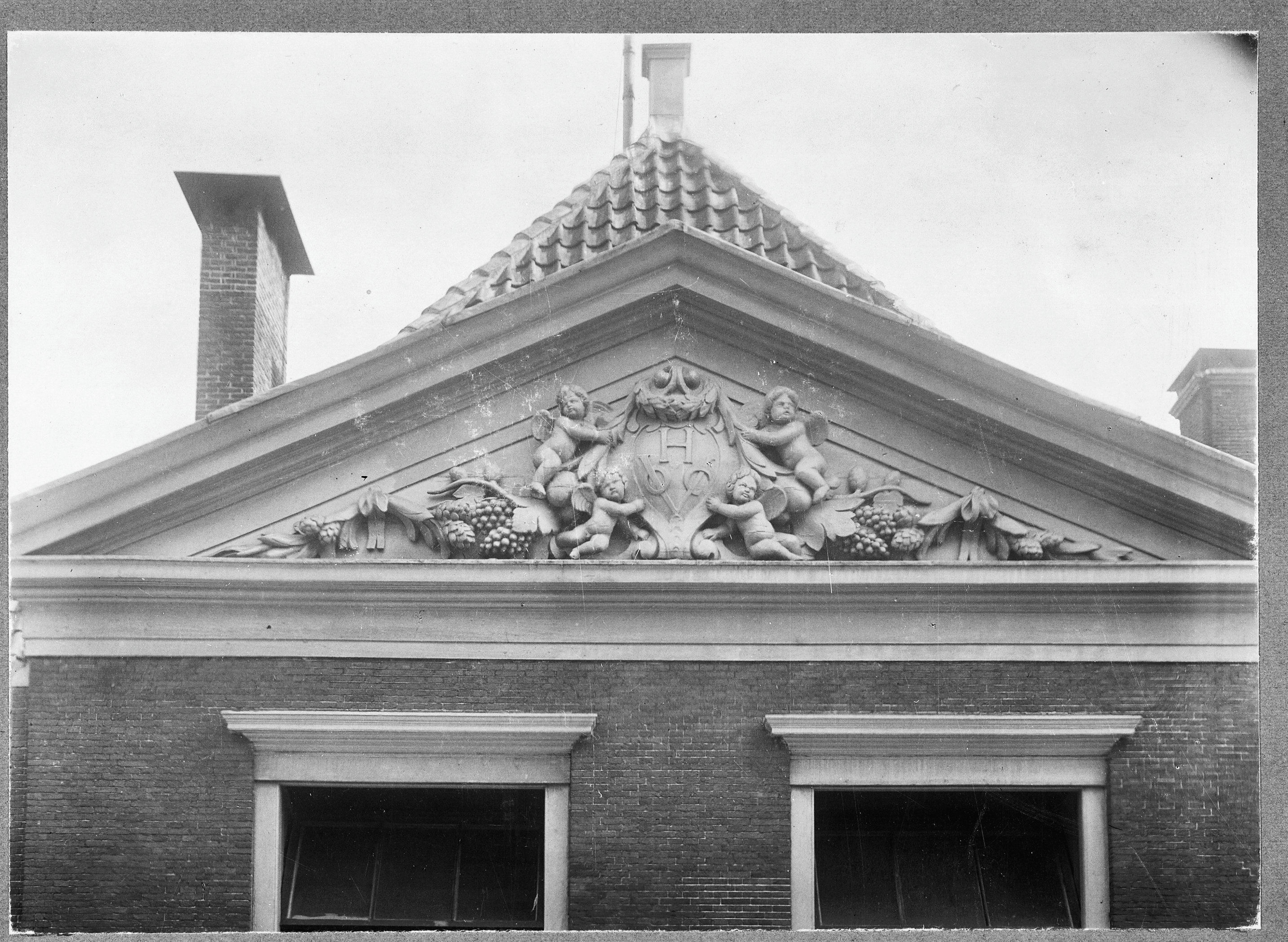
Het wapen van de VOC kamer Hoorn, vastgehouden door putti.

De gevel aan de Muntstraat is opgetrokken uit bakstenen en voorzien van pilasters. Het bestaat uit drie delen, uit verschillende bouwtijden. Het originele deel is symmetrisch in opzet met een middenrisaliet, waarin de ingang met bordes geplaatst zijn. Het linkerdeel is hoger en wordt getopt door een fronton met daarin het embleem van de V.O.C. Het rechterdeel is uit begin 20e eeuw en heeft een plat dak.
Het hoofdgebouw staat met de nok evenwijdig aan de Muntstraat. De beide dakkapellen in het voordakvlak hebben bovenop een segmentvormig fronton en gemetselde zijkanten. Het pand telt twee bouwlagen en een kap. De ingang is omlijst met twee zijlichten en een segmentvormig fronton.
Het linkerdeel van het complex wordt gevormd door een hoger pand met een fronton waarin putti staan die het wapen van de VOC vasthouden. Het betreft hier het wapen met monogram van de VOC-Hoorn. Dit deel is ongeveer van dezelfde bouwtijd als het hoofdgebouw.
Het meest rechterdeel van het gebouw is een aanbouw naar ontwerp van gemeentearchitect J. van Reijendam. Het werd gebouwd in een trant van de neorenaissance, onder andere te zien aan de rozetten in de ijzeren puibalk. Het dak steekt sterk over en rust op houten consoles. Op de geveluiteindes zijn ook uitmetselingen geplaats, deze beslaan bijna de volle hoogte van de verdieping en bestaan uit gele en grijze verblendsteen. Boven de vensters op de verdieping zijn flauwe segmentbogen aangebracht. De (kruis)vensters worden gevormd door houten stijlen met bovenaan consoles. En de twee vensters worden van elkaar gescheiden door een muurdam met een uitmetseling van geel verblendsteen. Boven de bovendorpels, zowel op begane grond als verdieping, is een strook met lood aangebracht, dat ingeknipt en omgekruld is waardoor er een muizentand ontstaat. Boven de vensters van de begane grond zijn vijf rondbogen met natuurstenen sluitstenen en hoekblokjes. Tussen de gevels van deze aanbouw en het hoofdgebouw is een vierkante regenpijp zichtbaar. Deze is in een uitsparing in de gevel geplaatst.

## Interieur
Van het originele, 17e-eeuwse interieur resteert alleen nog het binnenpoortje. Hierop prijkt de tekst Wij waecken terwyl ghy slaept.